# 买忒勒
买忒勒（法語：Tarding de Moidrey，？—1863年2月19日），又譯法爾第福或达耳第福。法国人。在勒伯勒东战亡后继任常捷军统领。在攻打太平天国所占绍兴城之战時中炮身亡。官至总兵。

## 轶事
通漢學，能读中文书，有儒将之称。陈其元《庸闲斋笔记·洋将之儒雅》记载：“吴春泉（吳世榮）刺史冬日尝往访之，会北风大作，买执吴手曰：‘北风其凉，雨雪其雱。惠而好我，携手同行。’”（系吟咏《诗经·邶风·北风》句）且能写中文信，史料中有他与中国官员往复信件。

## 延伸阅读
[在维基数据编辑]
 《清史稿·卷435》，出自趙爾巽《清史稿》